# Anneville-sur-Mer
Anneville-sur-Mer era una comuna francesa que estaba situada en el departamento de Mancha, de la región de Normandía que el 1 de enero de 2019 pasó a formar parte de la comuna nueva de Gouville-sur-Mer como comuna delegada.

## Historia
Entre 1795 y 1800, la comuna, que por entonces se llamaba Anneville, pasó a formar parte de la comuna de Gefosse et Anneville al fusionarse con Geffosses y en 1830 fue reconstituida a partir de sus antiguos territorios con el nombre actual.

## Demografía
| Gráfica de evolución demográfica de Anneville-sur-Mer entre 1793 y 2022 |
|                                                                         |

Los datos demográficos contemplados en este gráfico de la comuna de Anneville-sur-Mer se han cogido de 1793 a 1999 de la página francesa EHESS/Cassini, y los demás datos de la página del INSEE.